# غلينفيو (إلينوي)
غلينفيو (بالإنجليزية: Glenview)‏ هي قرية تقع في الولايات المتحدة في مقاطعة كوك، إلينوي. يقدر عدد سكانها بـ 44,692 نسمة .

## المناخ
يظهر الجدول التالي التغييرات المناخية على مدار السنة لغلينفيو:
| البيانات المناخية لـغلينفيو       | البيانات المناخية لـغلينفيو | البيانات المناخية لـغلينفيو | البيانات المناخية لـغلينفيو | البيانات المناخية لـغلينفيو | البيانات المناخية لـغلينفيو | البيانات المناخية لـغلينفيو | البيانات المناخية لـغلينفيو | البيانات المناخية لـغلينفيو | البيانات المناخية لـغلينفيو | البيانات المناخية لـغلينفيو | البيانات المناخية لـغلينفيو | البيانات المناخية لـغلينفيو | البيانات المناخية لـغلينفيو |
| الشهر                             | يناير                       | فبراير                      | مارس                        | أبريل                       | مايو                        | يونيو                       | يوليو                       | أغسطس                       | سبتمبر                      | أكتوبر                      | نوفمبر                      | ديسمبر                      | المعدل السنوي               |
| --------------------------------- | --------------------------- | --------------------------- | --------------------------- | --------------------------- | --------------------------- | --------------------------- | --------------------------- | --------------------------- | --------------------------- | --------------------------- | --------------------------- | --------------------------- | --------------------------- |
| الدرجة القصوى °ف (°م)             | 65 (18)                     | 76 (24)                     | 86 (30)                     | 91 (33)                     | 94 (34)                     | 104 (40)                    | 103 (39)                    | 103 (39)                    | 97 (36)                     | 87 (31)                     | 76 (24)                     | 67 (19)                     | 104 (40)                    |
| متوسط درجة الحرارة الكبرى °ف (°م) | 32 (0)                      | 37 (3)                      | 47 (8)                      | 60 (16)                     | 72 (22)                     | 81 (27)                     | 86 (30)                     | 83 (28)                     | 76 (24)                     | 64 (18)                     | 51 (11)                     | 37 (3)                      | 61 (16)                     |
| متوسط درجة الحرارة الصغرى °ف (°م) | 17 (−8)                     | 21 (−6)                     | 30 (−1)                     | 41 (5)                      | 51 (11)                     | 60 (16)                     | 66 (19)                     | 65 (18)                     | 57 (14)                     | 45 (7)                      | 35 (2)                      | 23 (−5)                     | 43 (6)                      |
| أدنى درجة حرارة °ف (°م)           | −25 (−32)                   | −14 (−26)                   | −1 (−18)                    | 11 (−12)                    | 30 (−1)                     | 40 (4)                      | 41 (5)                      | 45 (7)                      | 33 (1)                      | 15 (−9)                     | −5 (−21)                    | −19 (−28)                   | −25 (−32)                   |
| الهطول إنش (مم)                   | 2.00 (51)                   | 1.86 (47)                   | 2.68 (68)                   | 3.56 (90)                   | 3.35 (85)                   | 4.12 (105)                  | 4.13 (105)                  | 4.98 (126)                  | 3.32 (84)                   | 2.54 (65)                   | 3.34 (85)                   | 2.23 (57)                   | 38.11 (968)                 |
| المصدر: Bing Weather              |                             |                             |                             |                             |                             |                             |                             |                             |                             |                             |                             |                             |                             |

## أعلام
- جيم ماير
- سام ويتوير
- جون أ. لين
- أليس لي
- برايان فاهي